# 禅林街

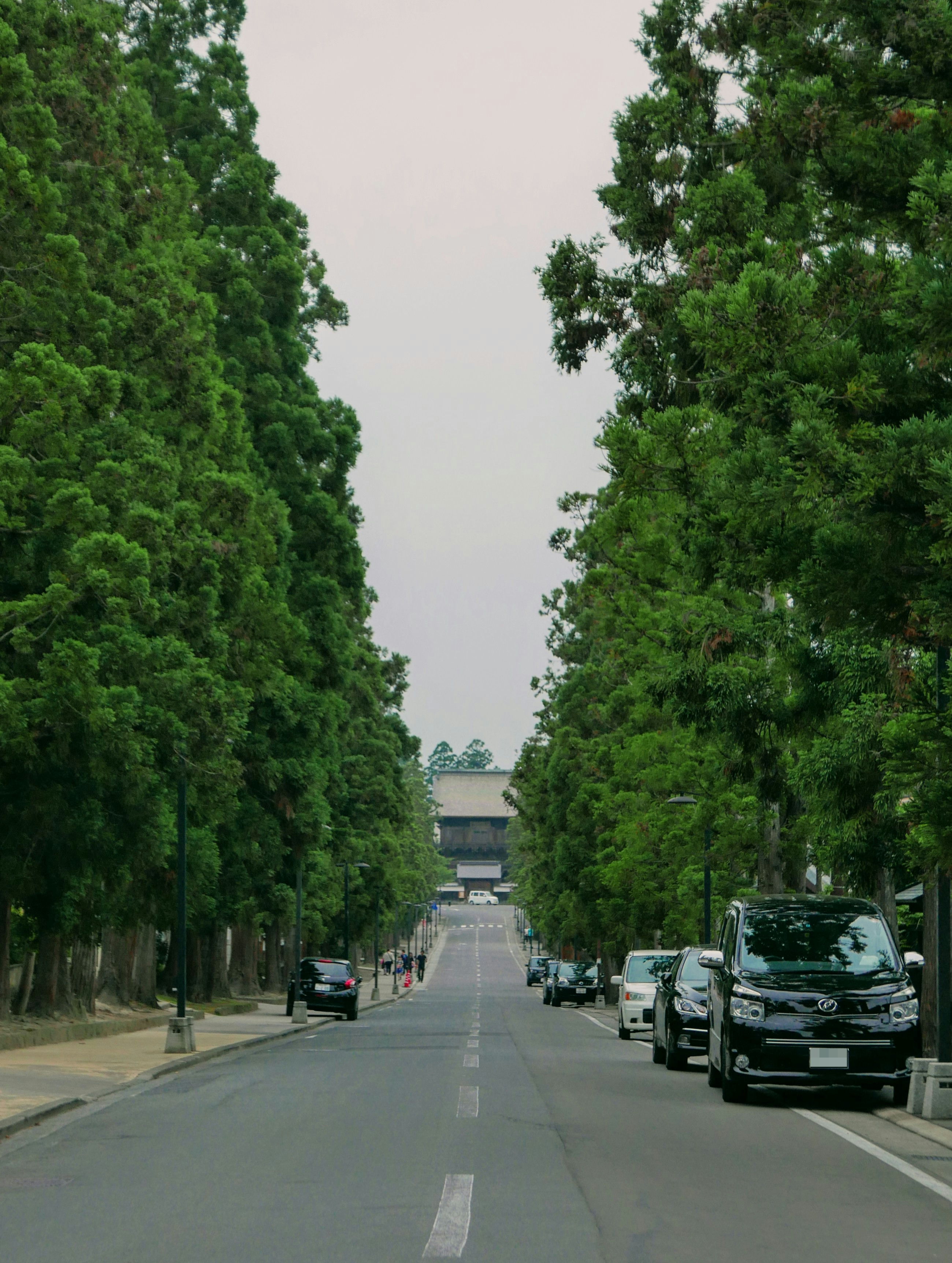
禅林街の様子

禅林街（ぜんりんがい）は、青森県弘前市西茂森にある史跡。

## 概要
長勝寺まで続く並木道沿いに建つ、長勝寺を含む33の曹洞宗の寺院が林のように並木道に沿って建っていることから禅林街と呼ばれる。寺院の数から禅林三十三ヶ寺の通称がある。同じ宗派の寺院が、まとまって建っている場所は全国でも稀である。

## 寺院一覧
- 藤先寺
- 月峰院
- 天津院
- 常源寺
- 恵林寺
- 永泉寺
- 盛雲院
- 正伝寺
- 川龍院
- 正光寺
- 安盛寺
- 宗徳寺
- 泉光院
- 京徳寺
- 海蔵寺
- 鳳松院
- 宝積院
- 照源寺
- 寿昌院
- 清安寺
- 勝岳院
- 長徳寺
- 嶺松院
- 蘭庭院
- 高徳院
- 宝泉院
- 陽光院
- 福寿院
- 万蔵寺
- 隣松寺
- 梅林寺
- 長勝寺
- 普門院

## 歴史
弘前藩の2代藩主・津軽信枚が、長勝寺を当地に1610年、弘前城築城とともに種里（現：西津軽郡鯵ヶ沢町）から移したことから始まり、当時領内で主になっていた曹洞宗の寺院を当地に集める。また、時の2代藩主・信枚が禅林街を弘前城の南の要にするほか、宗教文化の統一を図ろうとしていたことが背景にある。

## 交通アクセス
- 弘南バス
  - 弘前バスターミナル - 相馬・藍内・ロマントピア線
  - ためのぶ号 津軽藩ねぷた村経由 - りんご公園線、他
    - 茂森町停留所。

ためのぶ号は毎年4〜11月の運行。またかつては、長勝寺まで運行されていた路線も実在。

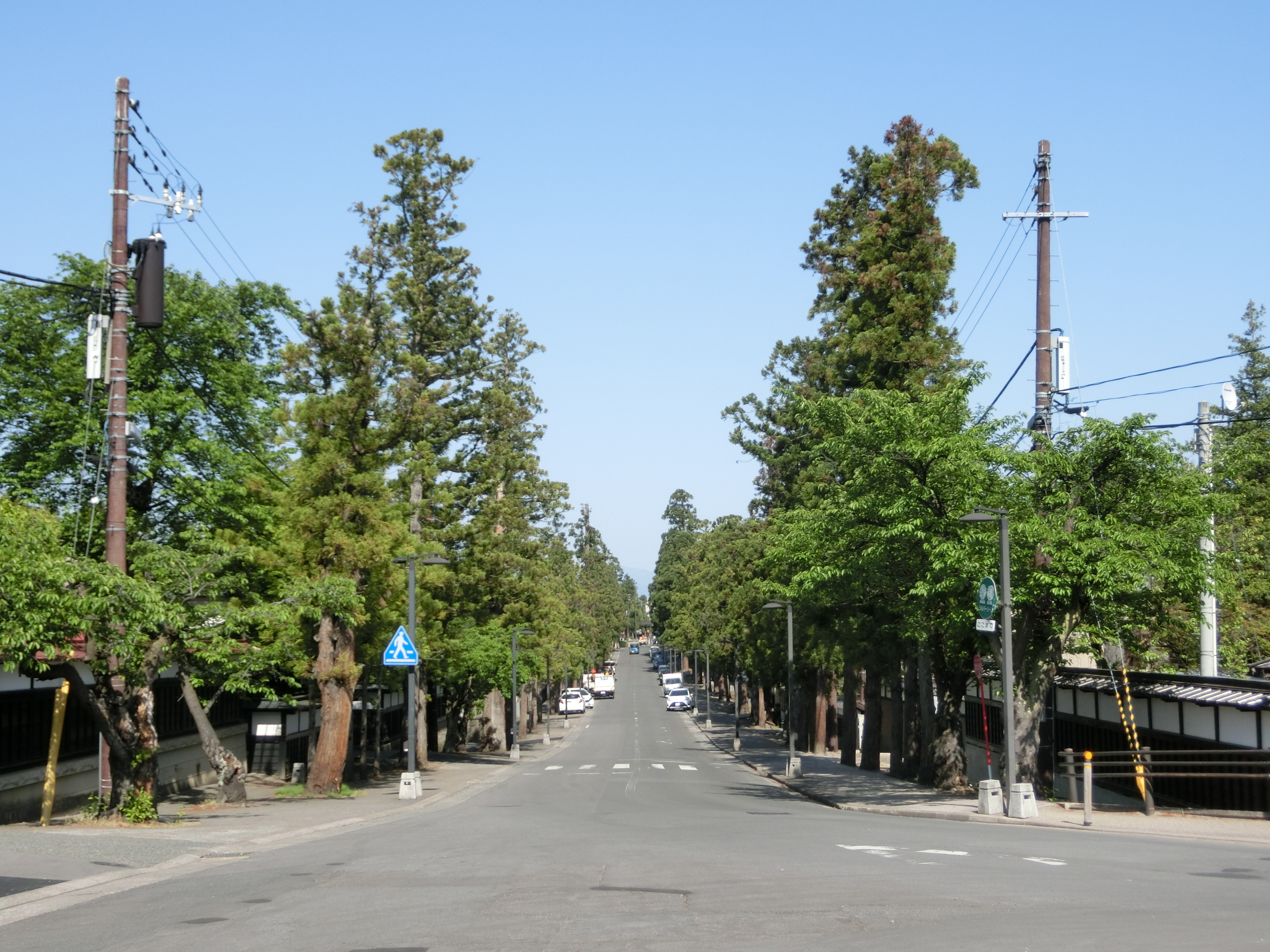
禅林街の様子
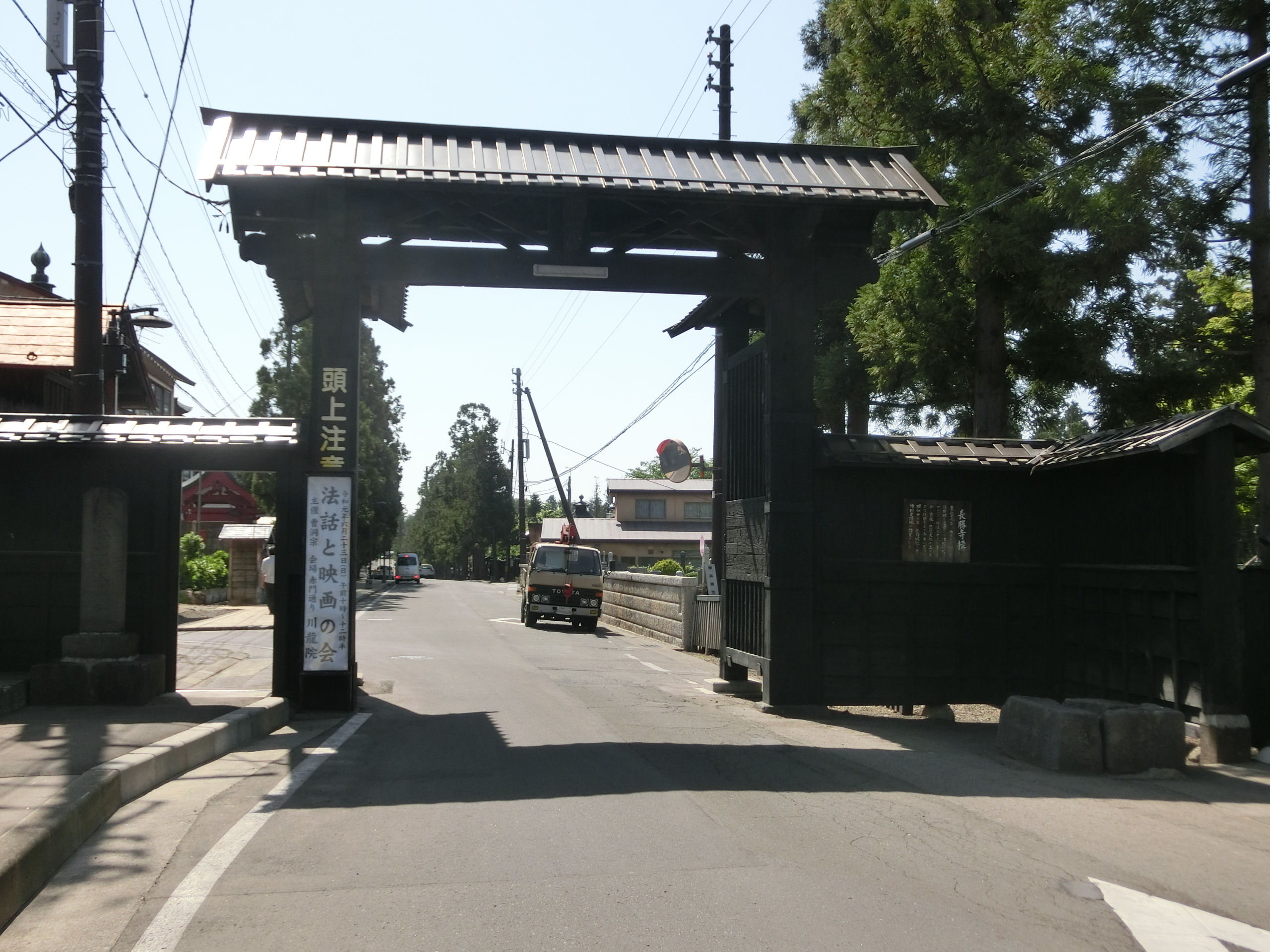
黒門
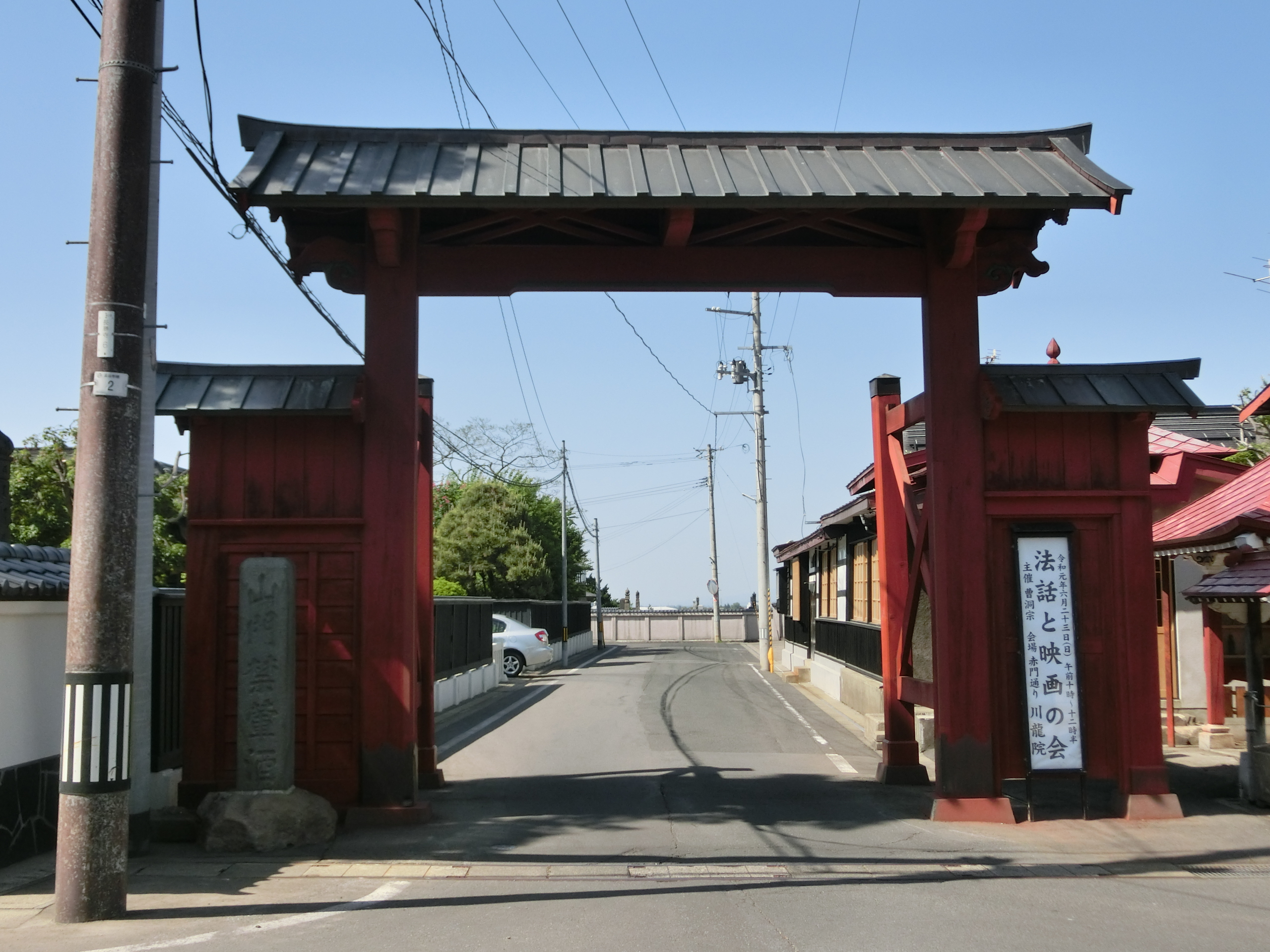
赤門